# 久伊豆神社 (越谷市)
久伊豆神社（ひさいずじんじゃ）は、埼玉県越谷市越ヶ谷にある神社である。越谷の総鎮守とされている。旧社格は郷社。宮内庁埼玉鴨場と共に市の「環境保全地域」に指定されている。当社のほか、越谷市内に7社の「久伊豆神社」が鎮座している。

## 歴史
創建は鎌倉時代とされている。神紋は立葵である。これは、近くに徳川将軍家が鷹狩などを行う越ヶ谷御殿があったことから、葵紋の使用が特別に許可されたものとされている。境内には、国学者・平田篤胤の仮寓跡とされる松声庵がある。境内の藤は県指定の天然記念物となっている。
久伊豆神社は、埼玉県の元荒川流域を中心に分布する神社である。祭神は大己貴命（大国主）である。久伊豆神社の分布範囲は、平安時代末期の武士団である武蔵七党の野与党・私市党の勢力範囲とほぼ一致している。加須市の玉敷神社（たましきじんじゃ）は、かつて「久伊豆明神」と称しており、久伊豆神社の総本社とされている。

## 南洋神社

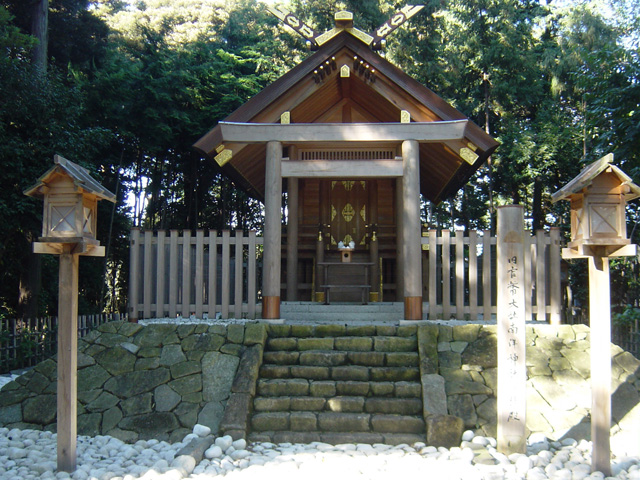
旧官幣大社南洋神社鎮座跡地遥拝殿

また、本殿の裏手には第二次世界大戦中、パラオ共和国コロール島に建立され日本人入植者などの信仰を集めた「南洋神社」をしのぶ「旧官幣大社南洋神社鎮座跡地遥拝殿」が建立されている。
久伊豆神社の本宗である伊勢神宮の南洋における分社であったことと、土屋義彦埼玉県知事（1992年 - 2003年在任）が遺骨収集団団長としてパラオを訪問していて交流が深かったことから建立が決まった。2004年4月11日の竣工奉祝祭にはパラオのトミー・レメンゲサウ大統領も出席した。
また、久伊豆神社先代宮司の小林茂は、サイパン島の八幡神社を彩帆八幡神社として再建した。1980年（昭和55年）9月には現地で再建鎮座奉祝祭が行われた。

## クイズ神社
「久伊豆」が「くいず」とも読めることから「クイズ神社」とも呼ばれ、さいたま市岩槻区の久伊豆神社が「史上最大!第11回アメリカ横断ウルトラクイズ」（1987年）の国内第二次予選会場として選ばれた。その影響で久伊豆神社の知名度が高まり、近年クイズ番組での優勝祈願に訪れる者も増えている。また越谷でもクイズ番組の越谷特別予選などが行われることがあるなどにより、越ケ谷久伊豆神社にもクイズ番組関係者が参拝するようになった。